# Ursula Kaplony-Heckel
Ursula Kaplony-Heckel (* 25. Mai 1924; † 21. April 2021) war eine deutsche Ägyptologin.

## Leben
Ursula Heckel war die Tochter des Staats- und Kirchenrechtlers Johannes Heckel. Von 1946 bis 1951 studierte sie Ägyptologie, Semitistik und Indogermanistik an der Ludwig-Maximilians-Universität München. Nach der Promotion 1951 in München absolvierte sie von 1951 bis 1953 ein Demotisch-Studium bei Wolja Erichsen in Mainz und Kopenhagen. 1956/1957 finanzierte ihr der DAAD einen Studienaufenthalt in Ägypten. Von 1957 bis 1960 erhielt sie ein DFG-Stipendium. Danach war sie bis 1962 als Wissenschaftliche Mitarbeiterin an der Papyrus-Sammlung der Universität Heidelberg tätig. Anschließend arbeitete sie im Bereich der Katalogisierung Orientalischer Handschriften mit.
Nach der Habilitation 1970 an der LMU München lehrte sie dort von 1970 bis 1975 als Privatdozentin. Parallel dazu übernahm sie ab 1971 einen Lehrauftrag für Ägyptologie an der Philipps-Universität Marburg. 1975 bis 1989 lehrte sie als Professorin für Ägyptologie in Marburg. 1976/1977 und 1981/1982 amtierte sie dort als Dekanin des Fachbereichs Außereuropäische Sprachen und Kulturen.
1959 heiratete Ursula Heckel den Schweizer Ägyptologen Peter Kaplony. Sie hatte zwei Kinder und sechs Enkel.

## Schriften (Auswahl)
- Studien zum Eigenschaftsverb und Adjektiv im Altägyptischen. München 1951, OCLC 3893590 (zugleich Dissertation, München 1951).
- Die demotischen Tempeleide (= Ägyptologische Abhandlungen. Band 6). Harrassowitz, Wiesbaden 1963.
  - Teil 1. Text, OCLC 313680261.
  - Teil 2. Abbildungen, OCLC 313680267.
- Die demotischen Gebelen-Urkunden der Heidelberger Papyrus-Sammlung (= Veröffentlichungen aus der Heidelberger Papyrus-Sammlung. Heidelberger Akademie der Wissenschaften, Philosophisch-Historische Klasse. Neue Folge. Band 4). C. Winter, Heidelberg 1964, OCLC 917064650.
- Ägyptische Handschriften. Teil 1 (= Verzeichnis der orientalischen Handschriften in Deutschland. Band 19,1). Steiner, Stuttgart 1971, OCLC 605960713.
- Die Giessener hieroglyphischen und demotischen Texte (= Kurzberichte aus den Papyrus-Sammlungen. Nummer 42). Universitätsbibliothek, Gießen 1986, OCLC 614653705.
- Ägyptische Handschriften. Teil 3 (= Verzeichnis der orientalischen Handschriften in Deutschland. Band 19,3). Steiner, Stuttgart 1986, ISBN 3515024425.
- Land und Leute am Nil nach demotischen Handschriften, Papyri und Ostraka. Gesammelte Schriften (= Ägyptologische Abhandlungen. Band 71). Harrassowitz, Wiesbaden 2009, ISBN 978-3-447-06011-0.